# René de Saussure
René de Saussure (17. března 1868 Ženeva – 2. prosince 1943 Bern) byl švýcarský esperantista a matematik. Je autorem významných děl o esperantu a interlingvistice z jazykovědného pohledu. Jeho stěžejním dílem je analýza způsobu tvorby slov v esperantu (v esperantu Fundamentaj Reguloj de la Vort-teorio), která vznikla za účelem obhajoby esperanta před kritiky z řad zastánců jeho reformované podoby – jazyka ido.
V roce 1907 navrhl vznik mezinárodní měnové jednotky spesmilo (symbol: ₷). Tu pak až do první světové války skutečně využívala esperantská banka Ĉekbanko esperantista a též některé britské a švýcarské banky.
Pocházel ze známé švýcarské rodiny vzdělanců, jeho otec byl mineralog a entomolog Henri de Saussure, bratr Ferdinand de Saussure je považován za zakladatele moderní lingvistiky. Ferdinand de Saussure se zmiňoval o umělých jazycích a konkrétně esperantu ve svých přednáškách zachycených v knize Kurs obecné lingvistiky vydané v roce 1913.
V roce 1919 předložil René de Saussure vlastní sadu reforem esperanta a po jejich nepřijetí začal sám na jeho místo neúspěšně prosazovat jiné projekty mezinárodního pomocného jazyka – nejprve vlastní projekt Esperanto II a posléze jazyk interlingua.